# 莱茵通信
《莱茵通信》是一份曾经由德国华人办的综合性刊物，1987年创刊，為一雙月刊，共出版了86期以及两期特刊，累积发行量近30万册，2005年底停刊。其內容包括德國當地的時事、生活、時尚和人物的介紹，文學方面則包括散文、遊記、小說和诗歌等。此外還提供有經濟法律方面的諮詢交流等。  